# حقوق الإنسان في نيكاراغوا
تشير حقوق الإنسان في نيكاراغوا إلى الحقوق الشخصية والسياسية والاجتماعية الممنوحة لكل إنسان في نيكاراغوا. نيكاراغوا تستمد فهمها لحقوق الإنسان من دستور نيكاراغوا والقانون الدولي. نيكاراغوا هي دولة عضو في الأمم المتحدة تنص على أن حقوق الإنسان الأساسية، مثل التحرر من العبودية وحرية التعبير، متاحة لجميع البشر دون تمييز.
في عام 2019، انتشرت الاحتجاجات المناهضة للحكومة في جميع أنحاء البلاد ردًا على إصلاحات حكومة الجبهة الساندينية للتحرير الوطني (في الإسبانية فرانتي ساندنيسيا دي ليبراثيون ناثينونال إف إس إل إن) لنظام الضمان الاجتماعي في البلاد. أثار هذا استجابة من الجماعات شبه الرسمية، والشرطة الوطنية، ومجموعات المراقبة والقيادة. تشير التقارير إلى مقتل 328 متظاهرًا في رد الفعل العنيف (اعتبارًا من 20 سبتمبر 2019). أدى ذلك إلى لفت الانتباه الدولي إلى تشريع حقوق الإنسان داخل البلد مع منظمات مثل الأمم المتحدة ومنظمة الدول الأمريكية التي تحدد الأحداث على أنها انتهاكات للإعلان العالمي لحقوق الإنسان.

## دستور نيكاراغوا يذكر حقوق الإنسان
صدر دستور نيكاراغوا في عام 1987 مع آخر التعديلات التي أجريت في عام 2014. أُنشئ لتحديد نظام ديمقراطي للحكومة. وترد أدناه أقسام دستور نيكاراغوا التي تسلط الضوء على قوانين ومبادئ حقوق الإنسان داخل البلد.

### العنوان الأول: المبدأ الأساسي
تنص المادة 5 على أن قيم نيكاراغوا تشمل الاعتراف وحماية السكان الأصليين بالإضافة لأولئك من أصل أفريقي. يمكن التعبير عن جميع الآراء السياسية بحرية. يجب معاملة الأشخاص ذوي الإعاقة بالتساوي ودون تمييز. يُعامل جميع الأشخاص بالتساوي في النظام الذين سيفيد الأشخاص الأكثر فقرًا والمحرومين والمهمشين. سيري الناس في نيكاراغوا الوحدة عن طريق المساواة. وجميع الناس لديهم الحق في امتلاك الممتلكات دون تمييز.

### العنوان الرابع: حقوق وواجبات وضمانات الناس في نيكاراغوا

#### الفصل الأول: الحقوق الفردية
يحدد هذا الفصل حقوق الناس في نيكاراغوا في الحياة مثل حقوق الخصوصية، وحقوق لحماية سمعة الفرد، وحقوق الحماية من الدولة، وحقوق في المعرفة، وحرية التعبير، وحرية الدين، والحقوق في محاكمة عادلة وسريعة وعامة مع افتراض البراءة وحق استشارة محامي، وحرية الحركة، والحماية من السجن الخاطئ، وحظر العقوبة البدنية والعلاج القاسي والتعذيب، وحظر العبودية.
تنص المادة 27 على أن جميع الناس داخل أراضيها، أو يخضعون للاختصاص القضائي، متساوين ولهم الحق في الحماية المتساوية بغض النظر عن الجنس، أو المعتقد، أو الوضع الاجتماعي، أو الوضع المالي، أو الانتماء الحزبي السياسي، أو النسب، أو الجنسية، أو الأصل، أو العرق، أو اللغة، أو الدين.

#### الفصل الثاني: الحقوق السياسية
يحدد هذا الفصل أن جميع الناس في نيكاراغوا لديهم الحق في ممارسة الحقوق السياسية بغض النظر عن الجنس، ويتمتعون بحقوق وحرية تكوين الجمعيات السياسية، وحقوق الالتماس الفردي أو الجماعي، والحق في تشكيل الأحزاب السياسية.
تنص المادة 53 على أن الدولة تعترف بالحق في التجمع السلمي دون إذن مسبق.
وتنص المادة 54 على أنه «يعترف بالحق في التجمع العام، والتظاهر، والتعبئة وفقًا للقانون».

#### الفصل الثالث: تعديل الحقوق الاجتماعية
يحدد هذا الفصل حقوق شعب نيكاراغوا في العمل، وحقهم في التثقف، والحق في الرعاية الصحية، والحق في العيش في بيئة صحية والالتزامات للحفاظ على هذه البيئة، والحق في الضمان الاجتماعي، والحق في الحماية من الجوع، والحق في سكن لائق ومريح وآمن، والحق في الراحة ووقت الفراغ، وحرية الصحافة، وحرية الدين، ودعم الدولة للمعاقين.

## وجهات نظر حول حقوق الإنسان

### المنظمات ومخاوفها
في عام 2019، سلطت منظمات من بينها الأمم المتحدة ومنظمة الدول الأمريكية الضوء على «انتهاكات حقوق الإنسان» التي حدثت في البلاد آنذاك.

### مفوضية الأمم المتحدة السامية لحقوق الإنسان
نشر المكتب تقرير مفوض الأمم المتحدة السامي لحقوق الإنسان بشأن حالة حقوق الإنسان في نيكاراغوا في عام 2019 (3 سبتمبر 2019). شملت الانتهاكات الرئيسية لحقوق الإنسان والتي تهتم بها المفوضية السامية لحقوق الإنسان الحق في التجمع السلمي، والحق في حرية التعبير وحق التنظيم، والحق في الحرية، والحق في عدم التعرض للتعذيب وظروف الاحتجاز الإنسانية، والحق في المحاكمة العادلة، وحق الضحايا في الانتصاف والتعويض، وتأثير الأزمة على التمتع بالحقوق الاقتصادية والاجتماعية والثقافية.
وفقًا للتقرير، حظرت الشرطة الوطنية التظاهرات العامة لأي جماعة اعتبارًا من سبتمبر 2018، وعادت إلى استخدام القوة المفرطة ضد من استمروا في الاحتجاج. نص التقرير أيضًا على أن العنف الذي أظهرته الجماعات الموالية للحكومة كان مدعومًا من قبل ضباط الشرطة.
تعرض العاملون في مجال الإعلام والصحفيون والأقليات للمضايقة والاعتداءات من قبل القوات الموالية للحكومة. لم تحقق الشرطة والسلطات المعنية الأخرى في هذه الأحداث، ولم تبذل أي جهد لمنع تكرارها. كانت الجماعات التي تظاهرت ضد الحكومة تحتجز في كثير من الأحيان وتتعرض للتعذيب، ما مثل انتهاكًا لحق الإنسان في التنظيم.